# 1926 au Manitoba
Chronologie du Manitoba
- 1922
- 1923
- 1924
- 1925
- 1926
- 1927
- 1928
- 1929
- 1930

Cette page concerne des événements d'actualité qui se sont produits durant l'année 1926 dans la province canadienne du Manitoba.

## Politique
- Premier ministre : John Bracken
- Chef de l'Opposition :

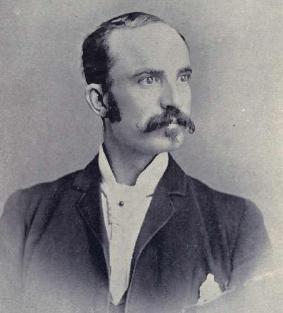
Theodore Arthur Burrows

- Lieutenant-gouverneur : James Albert Manning Aikins puis Theodore Arthur Burrows
- Législature :

## Naissances
- 19 mars : Avrom Isaacs, marchand d'art.